# Charnockit

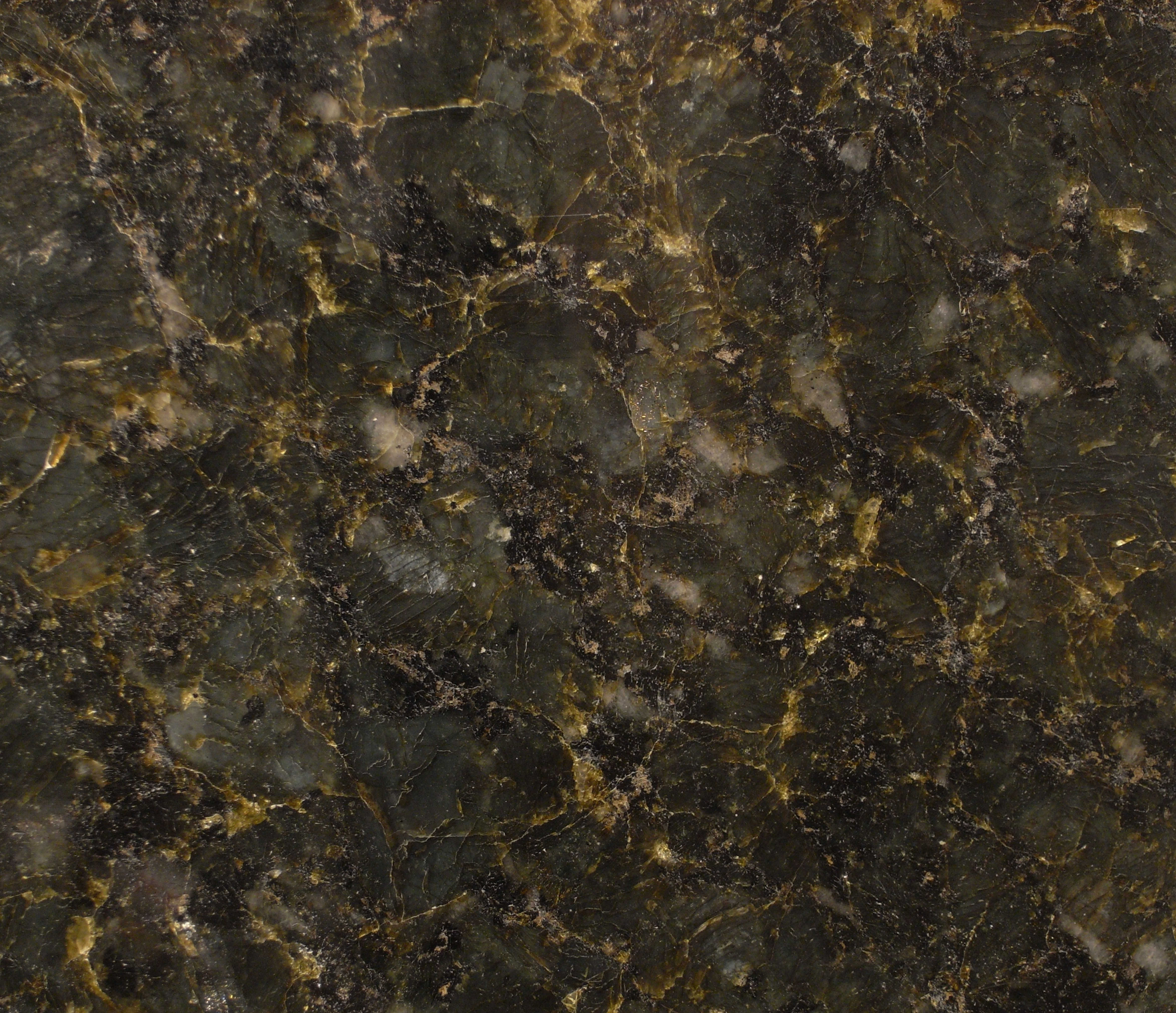
Charnockit Verde Ubatuba, Mustergrösse ca. 12 × 10 cm

Charnockite sind Gesteine mit granitähnlicher Zusammensetzung und magmatischem Gefüge. Der Name Charnockit leitet sich vom Namen des Gründers von Kalkutta, Job Charnock (1630–1692), ab, dessen Mausoleum aus einem Charnockit erbaut worden ist. Die wissenschaftliche Erstbeschreibung erfolgte 1893 (Journal of the Asiatic Society of Bengal) und 1900 (Memoirs of the Geological Society of India) durch den für Indien zuständigen Landesgeologen Thomas Henry Holland, der den Namen nach dem für die Grabstätte verwendeten Gestein aus den Vorkommen am St. Thomas Mount prägte.

## Mineralbestand und Vorkommen

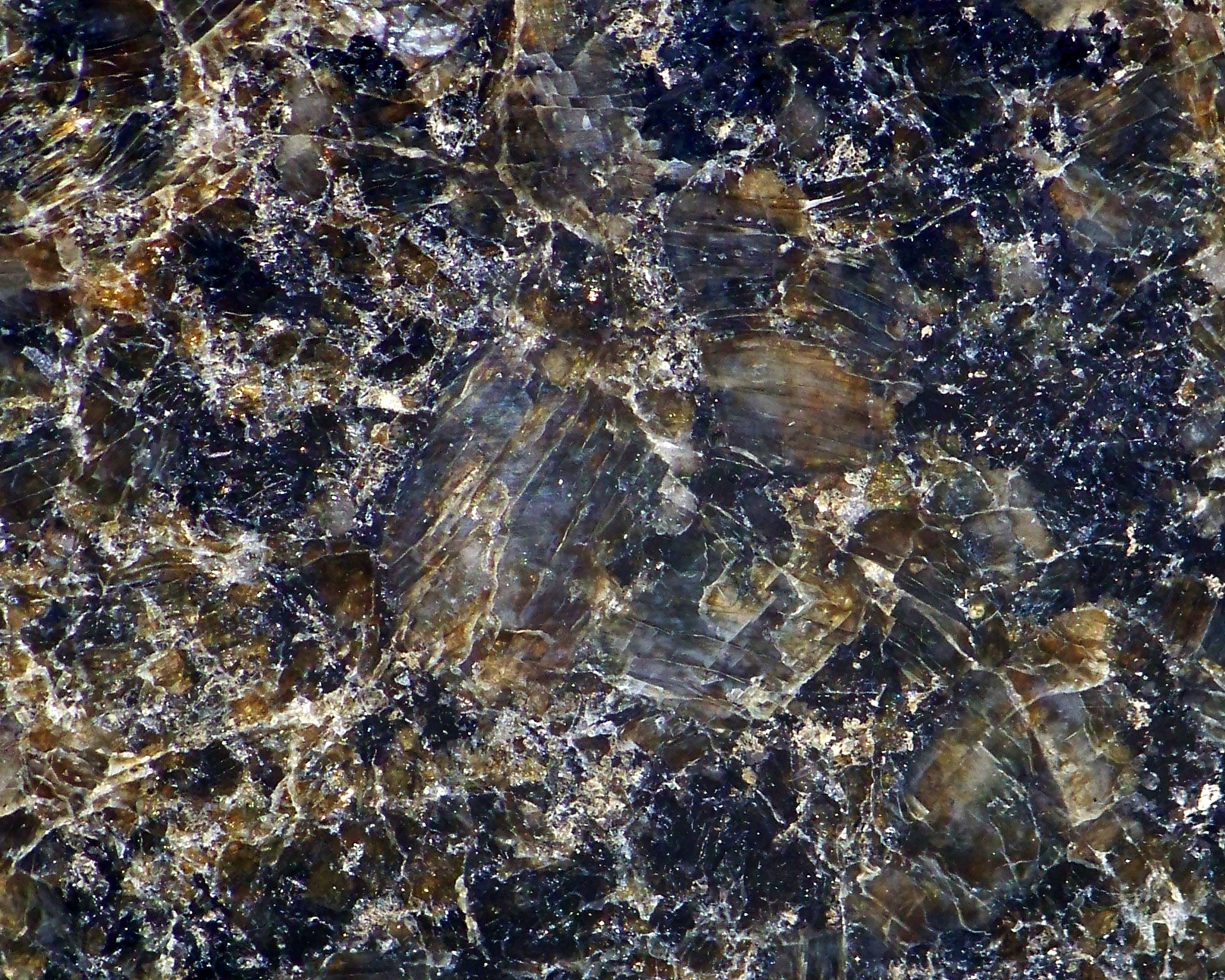
Charnockit aus Varberg in Schweden

Sie führen in ihrem Mineralbestand Kalifeldspat, Orthopyroxen (Ferrosilit), Plagioklas und Quarz. Wasserhaltige Silicate wie Hornblende und Glimmer fehlen. Besonders typisch sind die honiggelbe bis grüne Färbung der Kalifeldspäte und der ungewöhnliche Fettglanz der Feldspäte. Charnockite kommen vor allem in tief erodierten, präkambrischen Grundgebirgen Afrikas, Antarktikas, Indiens und des nordöstlichen Südamerikas auf. In Mitteleuropa gibt es kein derartiges Gesteinsvorkommen, lediglich in Skandinavien gibt es kleinere Vorkommen.

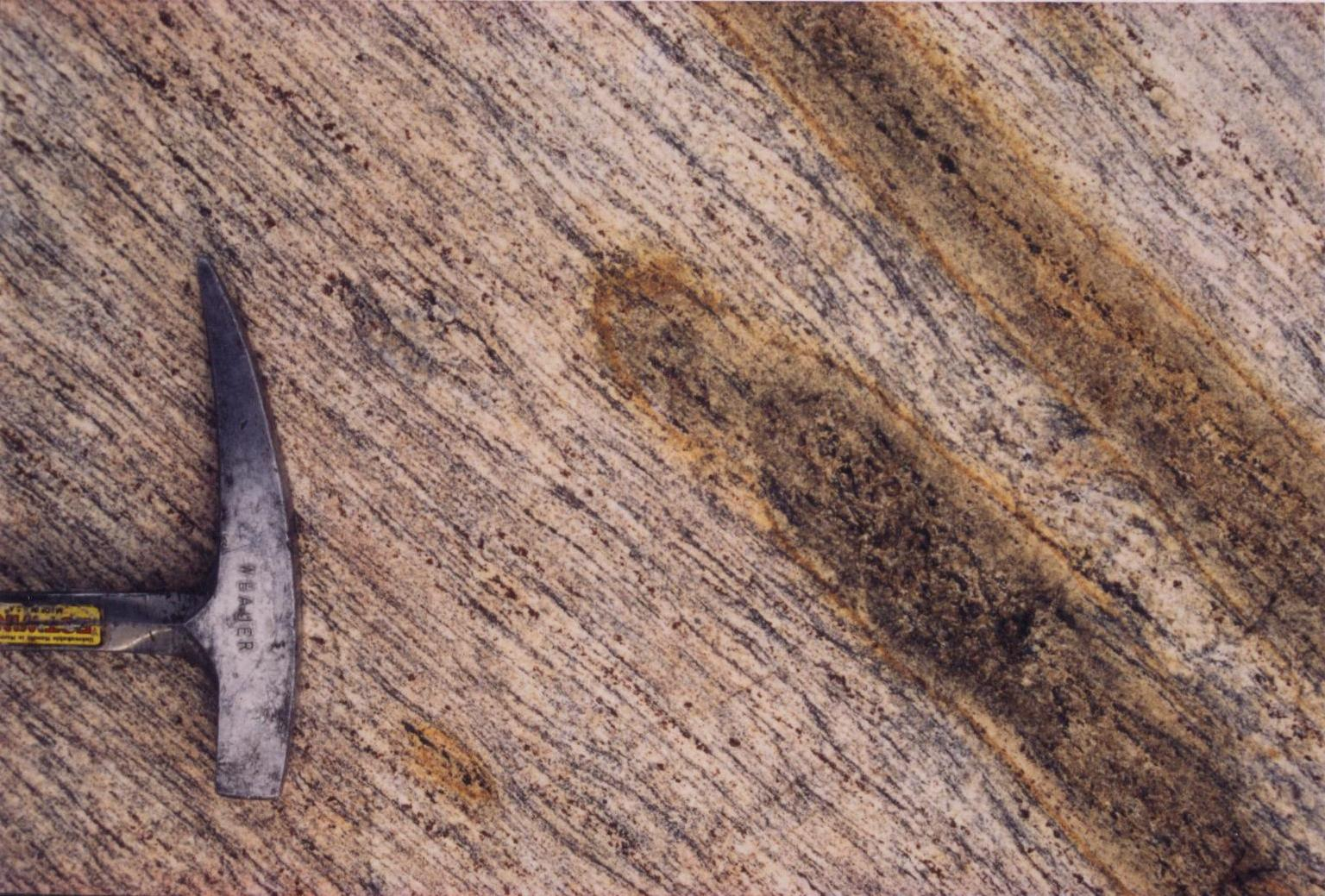
Granat-Biotit-Gneis mit grünlichen Charnockit-Adern. Die Schieferung ist in den charnockitischen Gesteinspartien nicht mehr vorhanden. Conradgebirge, Dronning Maud Land, Antarktika.

## Entstehung
In der Petrologie gab es bis in die jüngste Zeit die Auffassung, dass die Charnockite zu den Graniten gehören, also magmatischen Ursprungs sind. Inzwischen wurde nachgewiesen, dass zumindest ein Teil der Charnockite auf metamorphe Prozesse zurückzuführen sind. Charnockite entstehen in der mittleren Erdkruste bei hohen Temperaturen von 650 bis nahe 900 °C und einem Druck von 3 bis 6 kbar. Sie sind umgeben von metamorphen Gesteinen, aus denen sie bei den hohen Temperaturen aufgeschmolzen wurden. Dabei kam es zu einer Trennung von wasserhaltigem Magma mit niedriger Viskosität, das vom Ort der Aufschmelzung in höhere Krustenbereiche aufstieg, von einer wasserarmen, zähen Restschmelze, die zu einem Charnockit kristallisierte.
Die metamorphen Charnockite entstehen beim Durchfluss CO2-haltiger Fluide entlang von Schieferflächen oder Scherzonen. Dadurch erhalten die so teilweise umgewandelten Ausgangsgesteine ein fleckiges oder schlieriges Aussehen; in der englischen Fachliteratur wird dies als incipient charnockite bezeichnet. Durch Reduktion der CO2-Fluide werden an den Grenzen von Mineralkörnern und in Mikrorissen Graphit und andere mikroskopisch feine Minerale ausgefällt. Durch diese Einschlüsse, die meist speziellen kristallographischen Richtungen folgen, erhalten die Feldspäte einen fettigen Glanz, Orthopyroxen bekommt einen metallischen Schimmer und Quarz zeigt durch eingeschlossene, feinste Rutilnädelchen eine blaue Färbung. Die Isotopenuntersuchung an Flüssigkeitseinschlüssen in Kristallen und an Graphit, belegt eine Herkunft des CO2 aus dem oberen Erdmantel.

## Verwendung
Vorkommen von Charnockiten werden in Indien, Brasilien und Nigeria abgebaut und nach Europa und Nordamerika als Werkstein exportiert. Vor allem in den 1960er Jahren wurden Charnockite in Deutschland als Grabsteine verwendet. In den Herkunftsländern werden sie auch zum Teil für Schotter und Straßenbau genutzt. Der Sockel für die weltbekannte Christusstatue in Rio de Janeiro besteht aus einem Charnockit, dem Verde Ubatuba.
Charnockite können sich bei einer Verwendung im Freien als polierte Naturwerksteine aufhellen, beispielsweise der Verde Ubatuba. Im Allgemeinen sind diese Gesteine frost- und säurebeständig und polierfähig.

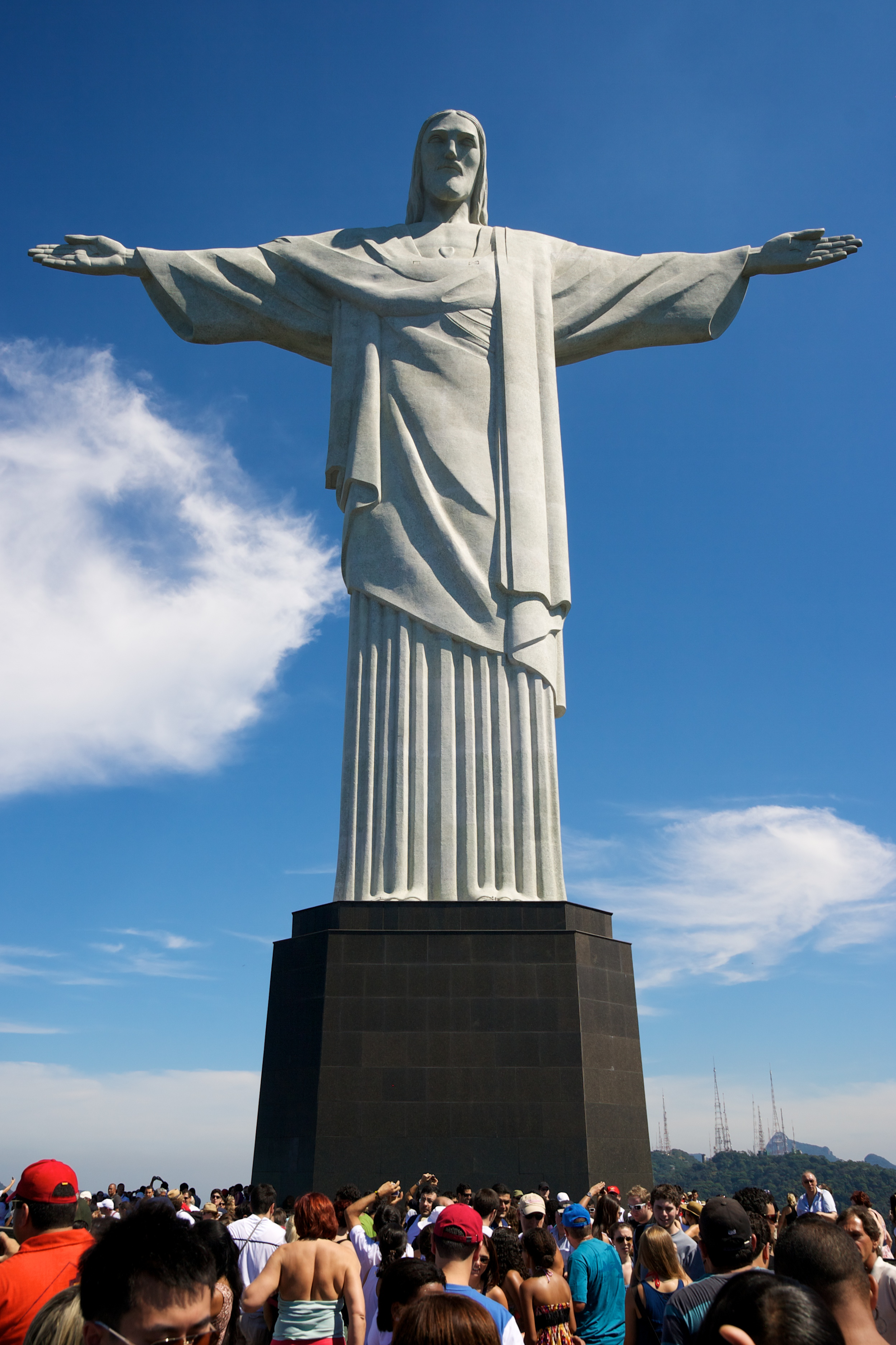
Der dunkle Sockel ist aus Verde Ubatuba

## Natursteinsorten
- Verde Ubatuba (Brasilien, Bundesstaat Rio de Janeiro, Ubatuba)
- Blue Star (Indien, Bundesstaat Andra Pradesh, Warangal)
- Jos Dark Green (Nigeria, Jos)
- Varberg, (Schweden, Varberg)